# Li Guojie
Li Guojie (né le 15 octobre 1985 à Chengdu, Sichuan) est un escrimeur chinois, spécialiste de l'épée.

## Biographie
Il a participé aux Jeux olympiques d'été de 2008 et de 2012.

## Palmarès
- Coupe du monde[3]
  -  en 2012 à Buenos Aires.
- Championnats d'Asie
  -  en 2008 à Bangkok, 2011 à Séoul, 2012 à Wakayama, 2013 à Shanghai.
- Grand Prix
  -  en 2009 à Doha, 2012 à Berne.